# 無國家社會

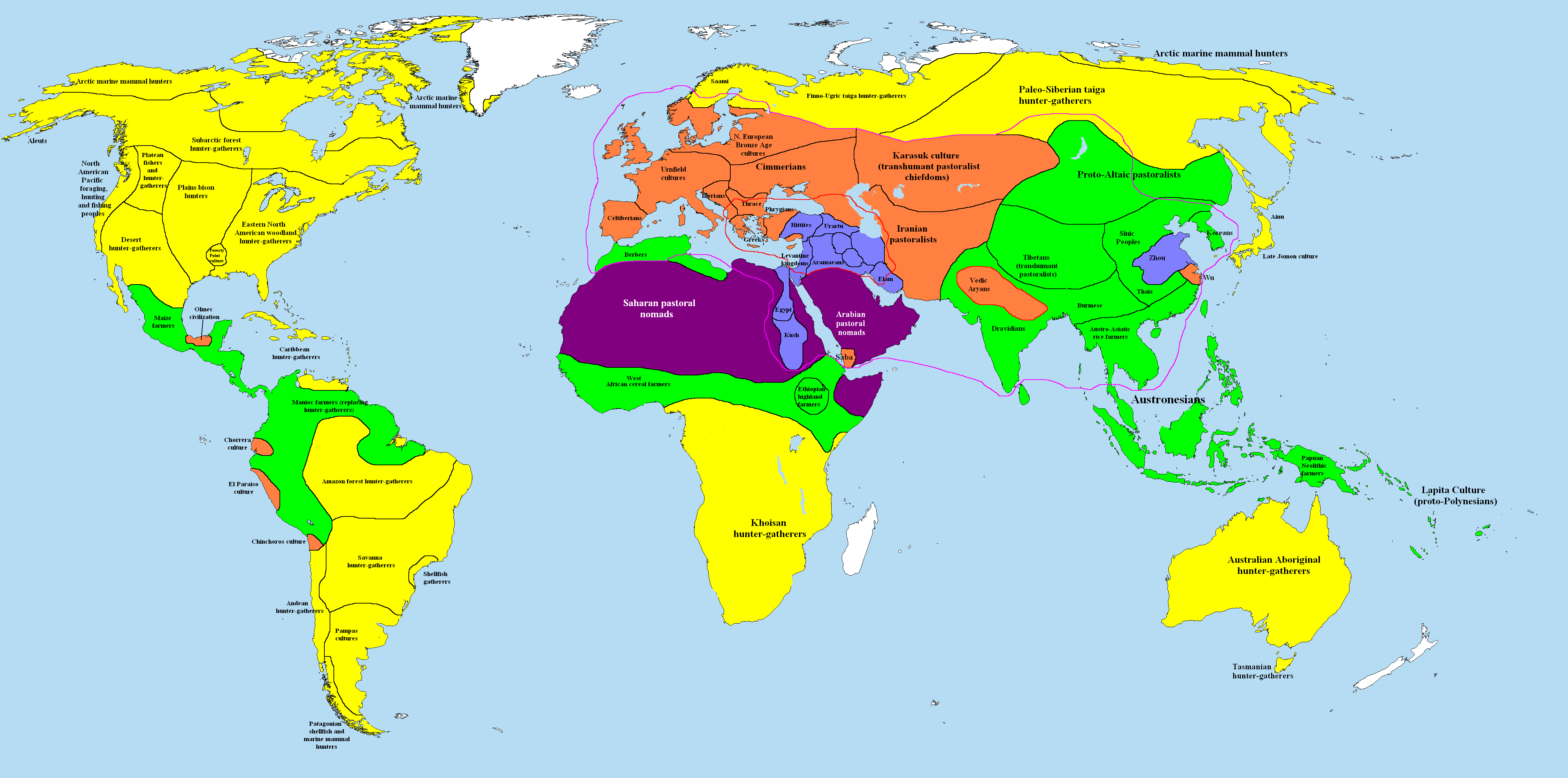
西元前1000年時世界上的社會類型，此時無國家社會是一種常態。
狩獵採集者
遊牧牧民
簡單的農業社會
複雜的農業社會或酋邦
國家社會
無人類居住
使用鐵器的區域
使用青銅器區域

無國家社會（英語：Stateless society）是指一種不受國家統治的社會，該名詞的英文在美式英語中特別指代沒有政府的社會。在無國家社會之中，權力很少被集中，大多數的掌權職位的權力十分有限且一般並非永久擔任，通過預先制定的規則來解決爭端的社會團體規模通常較小。無國家社會在經濟組織和文化習俗上的差異會很大。
雖然無國家社會對於史前的人類社會來說是一種常態，但在現今卻很少有無國家社會存在。幾乎世界上所有的人口都在某一主權國家的管轄範圍之內。不過在一些地區，雖然主權國家存在，但名義上的國家國家權力可能會十分薄弱，而且只有很少或者根本沒有實際權力。在歷史上。大多數無國家民族都已經融入了其周邊的國家社會當中。
在一些政治哲學當中，尤其是無政府主義，國家是一個相當不受歡迎的制度組織，並且他們嚮往建立起無國家社會。

## 史前民族
在考古學、文化人類學和歷史學中，無國家社會是指沒有國家性質組織（例如：部落、氏族、酋邦等）不複雜的人類社會。其中｢複雜」的定義主要標準是勞動分工現象發生的程度，這種分工使得許多人在特定的生產形式或其他活動上永久的專業化，並通過貿易或習慣與法律管轄的複雜互惠義務依賴他人獲得貨物和服務。除此以外的另一個標準則是人口規模。
在西元前3700年左右的古代美索不達米亞是已知發現的最早的城市國家，這表明該國家概念的歷史不會超過6000年。這種狀態在人類史前的大多數時期都不曾存在。
| “                     | 在人類歷史當中，99.8%的人只是生活在自治團體和村莊當中。在舊石器時期開始之初，這些自治政治的單位數量肯定很少，但到了西元前1000年左右，這一數字已經增長到了大約60萬。隨後，超村群落開始發展，在隨後的三千年中，世界上的自治政治單位就從60萬下降到了僅157個。 | ” |
| ——羅伯特·L·卡內羅（Robert L. Carneiro） | |   |

考古證據表明，一般而言只有一個相當大的人口團體（至少上千人）或多或少的定居在特定領土上並從事農業活動時，國家才會從無國家政府社會之中誕生。事實上，國家的典型職能之一就是捍衛領土。不過也有例外，比如勞倫斯·克拉德所指出的塔塔爾。塔塔爾是一個介於游牧與半游牧民族之間的政治聯盟。
一般來說，國家公務人員（貴族、士兵、文士、奴僕、行政官員、典稅官、宗教管理等）主要並非自給自足，而是由其他人的工作貢獻所帶來的稅款和供品來得到物資支持和資助。如果人均勞動率足夠高，那麼使國家為國家公務人員分配持久的剩餘產品（主要是食品）便有可能。而在較小的部落或宗教社會中，這些持久的剩餘通常不會產生。
考古學家格里高斯·波斯瑟認為，並沒有證據能夠表明相對較複雜並且城市化的在公元前2500年到前1900年在印度河流域發展起來的哈拉帕文明有疑似中央集權國家的特徵。在當地的發掘工作尚未找到任何有關於此的證據，包括宮殿、寺廟、統治者（君主或者王室）的墳墓、中央集權行政機構的紀錄或者國家宗教的存在等，而這些通常都和國家機構的存在有關。
同樣地，在發現的最早的石器時代人類大規模定居點（例如加泰土丘（Çatal Höyük）和傑里科（Jericho））中，也沒有發現國家權威存在的證據。加泰土丘的一個農業社群定居點（公元前7300年至前6200年）佔地約十三公頃，其大約有5,000至10,000居民存在。
隨著現代的國家社會定居點的擴大，無國家的土著人口經常會遭到驅逐，那些未被接觸的人民可能會是使前無國家社會的殘餘。這些人可能在某種程度上並不瞭解其所居住的領土實質上存在於一個具有名義權威的國家之上，同時由此他們也不會受這個權威國家的存在所帶來的影響。

## 政治上的理想
一些政治哲學認為國家這個概念應當被擯棄，繼而認為建立無國家社會是一個應當盡力追求的目標。
無政府主義的核心原則是宣揚一種沒有國家存在的社會，不同無政府主義思想流派所尋求的社會類型之間的差異很大，比如從極端的個人主義到完全的集體主義都有存在。
在馬克斯主義中，馬克思的國家理論認為國家作為一種不必要的不受歡迎的結構將會消亡，與之相關的一個概念是無國家共產主義，這個詞有時候同樣也用於描述馬克思和彼得·德鲁克預期中的後資本主義社會。

## 社會和經濟組織
人類學家發現，社會階層並非所有社會的標準型態。約翰·戈迪寫道：｢市場社會的成員對人類行為有普遍性的假設，人類天生會互相競爭並且貪婪，因此社會會自然分層，不過這不適用於許多以狩獵採集為生的社會體系。」
無國家農業社會的經濟往往會在社區一集中集中並且組織起自給農業，並傾向于使其生產多樣化，而不是專門種植某種作物。
在許多無國家社會中，家庭或者個人之間的衝突與糾紛通常是交由社群解決，產生爭議的雙方都會表達他們對問題的看法，而社群一般會由組織的長老來表達意願並做出判定。由於人們都普遍希望得到社群的認可，所以一般都會傾向遵守這些決定。

## 参見
- 无国家社会列表
- 自然狀態